# Kim Mulkey
Kimberly Duane Mulkey (ur. 17 maja 1962 w Santa Anie) – amerykańska koszykarka, występująca na pozycji rozgrywającej, mistrzyni olimpijska, multimedalistka międzynarodowych imprez koszykarskich, po zakończeniu kariery zawodniczej trenerka koszykarska. Od 2021 trenerka żeńskiej drużyny akademickiej LSU Lady Tigers.
Podczas jej występów w NCAA drużyna Lady Techsters uzyskała bilans 130-6, w latach 1980–1984.

## Osiągnięcia
Na podstawie, o ile nie zaznaczono inaczej.

### Zawodnicze

#### NCAA/AIAW
- Mistrzyni
  - NCAA (1982)
  - AIAW (1981)
- Wicemistrzyni NCAA (1983)
- Uczestniczka rozgrywek:
  - NCAA Final Four (1982–1984)
  - Sweet 16 turnieju NCAA (1981–1984)
- Laureatka nagród:
  - Frances Pomeroy Naismith Award (1984)
  - Naismith „Small Player of the Year” (1984)
  - James Corbett Award (Louisiana's College Athlete of the Year – 1984)
  - NCAA Postgraduate Scholarship (1984)
- Zaliczona do I składu Academic All-American (1983, 1984)

#### Indywidualne
- Zaliczona do:
  - Galerii Sław Żeńskiej Koszykówki – Women’s Basketball Hall of Fame  (2000)
  - galerii sław sportu:
    - National High School Hall of Fame (1985)
    - Louisiana High School Hall of Fame (1986)
    - Louisiana Sports Hall of Fame
    - Louisiana Tech Athletics Hall of Fame (1992)
    - Louisiana Sports Writers Hall of Fame (1990)

  - grona:
    - 25 najlepszych sportsmenek XX w. (1999 przez Louisiana Sports Writers)
    - 50 największych ludzi sportu XX w. stanu Luizjana (1999 przez Sports Illustrated)

#### Reprezentacja
- Mistrzyni:
  - olimpijska (1984)[6]
  - panamerykańskich (1983)
  - uniwersjady (1979)
- Wicemistrzyni świata (1983)
- Zdobywczyni Pucharu R. Williama Jonesa (1984)

### Trenerskie
Drużynowe
- Mistrzostwo:
  - NCAA (1988*, 2005, 2012, 2019, 2023[7])
  - sezonu regularnego konferencji:
    - Big 12 (2005, 2011–2022)
    - American South (1988, 1989, 1990, 1991)*
    - Sun Belt (1993, 1994, 1995, 1996)*

  - turnieju konferencji Big 12 (2005, 2009, 2011–2016, 2018–2021)
- Wicemistrzostwo NCAA (1987, 1994, 1998)*
- Udział w NCAA Final Four (2005, 2010, 2012, 2019, 2023)

Indywidualne
- Trenerka roku:
  - NCAA:
    - według :
      - USBWA (2011, 2012, 2019)
      - Associated Press (2012, 2019, 2022[8])
      - WBCA (2012, 2019)
      - Dallas All Sports Association College (2005)
      - Texas Association of Basketball Coaches Senior College (2002, 2004, 2005)

  - im. Naismitha (2012)
  - konferencji Big 12 (2005, 2011–2013, 2015, 2018–2020)
- Laureatka nagrody Winged Foot Award (2005, 2012, 2019)
- Zaliczona do:
  - Galeria Sław Koszykówki im. Jamesa Naismitha (2020)
  - galerii sław sportu
    - Louisiana Tech Athletic Hall of Fame (1992)
    - Baylor Athletics Hall of Fame (2007)
    - Texas Sports Hall of Fame (2010)
    - College Sports Information Directors of America (CoSIDA) Academic All-America Hall of Fame (czerwiec 2003)

(*) – jako asystentka trenera